# 壱岐新聞
壱岐新聞（いきしんぶん）は、長崎県壱岐市において、壱岐新聞社から発行される地方新聞。平成24年（2012年）4月創刊。毎週金曜日発行。